# Australolacerta australis
Australolacerta australis là một loài thằn lằn trong họ Lacertidae. Loài này được Hewitt mô tả khoa học đầu tiên năm 1926.